# José Manuel Lasa
José Manuel Lasa Urquía (Oiartzun, 22 de maio de 1940) é um ex-ciclista espanhol que competiu profissionalmente durante as décadas de 60 e 70 do século XX. Competiu na prova de estrada individual nos Jogos Olímpicos de Tóquio 1964.
É o irmão de Miguel María Lasa.